# Колоніальний період в історії Венесуели
Колоніальний період історії Венесуели — період іспанської колонізації Венесуели.
Іспанські експедиції на чолі з Колумбом та Алонсо де Охедою досягли берегів сучасної Венесуели в 1498 та 1499 роках. Спочатку європейців привабили колонії перлинних устриць біля узбережжя. Іспанія створила своє перше постійне поселення в Південній Америці в сучасному місті Кумана 1522 року, а 1577 року Каракас став столицею провінції Венесуела. Упродовж кількох років також існувала німецька колонія Кляйн-Венедіг (Маленька Венеція).
Колоніальна економіка XVI—XVII століть була зосереджена на видобутку золота та тваринництві. Відносно небагато колоністів зайняли землі корінних жителів і поневолили їх, змусивши працювати на шахтах. Пізніше для цього почали завозити африканців. Венесуельські території управлялися зі столиць віцекоролівств Нова Іспанія та Перу.
У XVIII столітті вздовж узбережжя росли плантації какао, для їх освоєння ввозили нових рабів з Африки. Какао-боби стали основним експортним товаром Венесуели, їх продаж монополізувала Compañía Guipuzcoana de Caracas. Більшість уцілілих корінних жителів на той час вже мігрували на південь, де були активними іспанські місіонери. Інтелектуальну активність креольської еліти, що сформувалася, підтримано відкриттям університету в Каракасі. Провінцію Венесуела включено до складу Нової Гранади 1717 року, 1777 року вона стала генерал-капітанством Венесуела.
1810 року, коли Іспанія зазнала наполеонівського вторгнення, почалася боротьба за незалежність. Відбулась Венесуельська війна за незалежність. Республіка Велика Колумбія стала незалежною від Іспанії 1821 року під керівництвом Сімона Болівара, Венесуела вийшла з її складу 1830 року.

## Розвідка
Христофор Колумб проходив уздовж східного узбережжя Венесуели у своїй третій експедиції 1498 року. Ця експедиція виявила так звані «Перлинні острови» Кубагуа і Маргарита біля північно-східного узбережжя Венесуели. Пізніші іспанські експедиції вирішили повторно освоїти багаті перлинними устрицями острови, а також підкорити корінних жителів островів. Почався настільки інтенсивний збір перлів, що вони стали одним із найцінніших ресурсів Іспанської імперії, що зароджувалась, у Північній та Південній Америці між 1508 і 1531 роками. Це призвело до їх швидкого вичерпання.
Іспанська експедиція на чолі з Алонсо де Охедою, що пройшла вздовж північного узбережжя Південної Америки 1499 року, дала місцевості назву Венесуела («Маленька Венеція»), через схожість венесуельських заток із ландшафтом Венеції.

## Раннє заселення
Іспанська колонізація материкової частини Венесуели почалася 1502 року, коли іспанці заснували перше постійне поселення на місці сучасного міста Кумана, яке заснували 1515 року домініканські ченці.

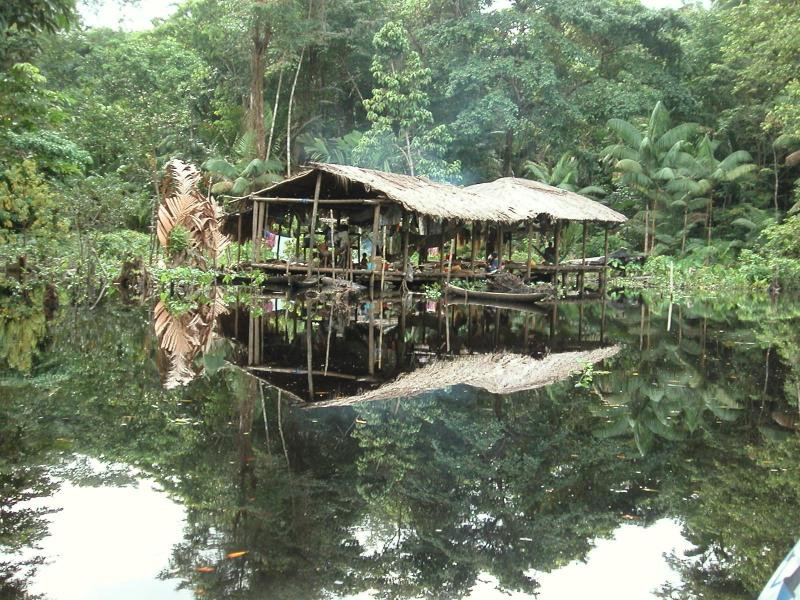
Палеві житла palafito, якими їх бачив Амеріго Веспуччі

У той час корінні народи жили переважно племенами, займаючись землеробством і полюванням, уздовж узбережжя, в гірському ланцюзі Анд і вздовж річки Оріноко.
1527 року Хуан де Ампіес заснував місто Санта-Ана-де-Коро і став першим губернатором провінції Венесуела. Коро було столицею провінції до 1546 року, далі цей статус мало Ель-Токуйо (1546—1577), поки Хуан де Піментел 1577 року не переніс столицю в Каракас.
Кляйн-Венедіг («Маленька Венеція») в 1528—1546 роках була найбільшою німецькою колонією в Америці. Її засновано на гроші аугсбурзьких банкірів Вельзерів, які отримали колоніальні права у Венесуелі в обмін на прощення боргу Карлу I Іспанському. Основною метою заснування колонії був пошук легендарного золотого міста Ельдорадо. Підприємство спочатку очолив Амброзіус Ехінгер, який 1529 року заснував Маракайбо. Після смерті Ехінгера 1533 року, колонію очолювали Ніколаус Федерман і Георг фон Шпеєр (1540). Філіп фон Гуттен продовжив дослідження місцевості, а за його відсутності корона Іспанії заявила свої права на колонію. Після повернення в Санта-Ана-де-Коро 1546 року іспанський губернатор Хуан де Карвахаль стратив Гуттена і Бартоломеуса Вельзера. Згодом Карл I відкликав дарчу на колонію Вельзерам.
На середину XVI століття в сучасній Венесуелі проживало не більше 2000 європейців. Відкриття золотих копалень у Яракуї призвело до появи рабства, об'єктами якого спочатку стали корінні жителі, а потім привезені африканці. Економічному успіху колонії сприяв підйом скотарства, якому сприяли трав'янисті рівнини льянос. Суспільство Венесуели складалося з небагатьох іспанських землевласників та місцевих пастухів, нагадуючи примітивний феодалізм.
Протягом XVI—XVII століть населення регіону дедалі більше перетікає до прибережних міст. Влада віцекоролівств Нова Іспанія та Перу, розташованих на ділянках, раніше займаних столицями ацтеків та інків, виявила більший інтерес до розташованих поблизу золотих і срібних шахт Венесуели, ніж до її сільськогосподарських територій.

## Нова Гранада та генерал-капітанство (1717—1812)

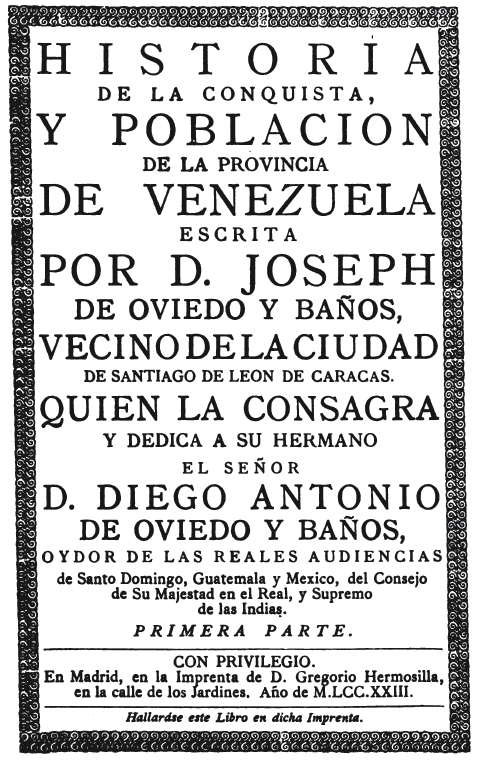
Historia de la conquista y population de la Provincia de Venezuela (Історія завоювання Венесуели) (1723), автор Хосе де Ов'єдо-і-Баньос

Провінція Венесуела перебувала у складі віцекоролівства Нова Гранада (створеного 1717 року). 1777 року провінція стала генерал-капітанством Венесуела.
У XVIII столітті населення країни, як і раніше, концентрувалося вздовж узбережжя, де були облаштовані плантації какао, укомплектовані значною кількістю завезених із Африки рабів. Досить багато африканських рабів також працювало на асьєндах трав'янистих льянос. Більшість корінних жителів мігрували на рівнини та джунглі на півдні країни, де тільки іспанські місіонери виявляли до них інтерес (особливо францисканці та капуцини, які склали правила граматики та лексикони для деяких з їхніх мов). Найважливішу місію відкрито в Сан-Томе в Гаяні.
Compañía Guipuzcoana de Caracas установила монополію на торгівлю з Європою. Компанія стимулювала венесуельську економіку, особливо щодо розвитку плантацій какао-бобів, які стали основним експортним товаром Венесуели. Вона відкрила венесуельські порти для зовнішньої торгівлі, хоча фактично це сталося ще раніше. Венесуела, як жодна інша іспанська колонія, мала багато контактів з Європою через англійські та французькі острови в Карибському морі.
Каракас на той час став і інтелектуальним центром країни: 1721 року тут відкрито університет (Центральний університет Венесуели), в якому, окрім гуманітарних наук, викладали латинську мову, медицину та техніку. Його найвідоміший випускник, Андрес Бельо (1781—1865), був найбільшим іспанським ерудитом в Америці свого часу. У Чакао, місті на схід від Каракаса, відкрили школу музики, директор якої Хосе Ангель Ламас (1775—1814) написав кілька композицій, які вразили європейських слухачів XVIII століття.

## Незалежність
На кінець XVIII століття стало зростати невдоволення венесуельців недбалістю Іспанії щодо справ колонії, поширенню цієї ідеї сприяла місцева інтелігенція. Перша спроба повстання проти колоніального режиму у Венесуелі відбулася 1797 року, на чолі з Мануелем Гуалем і Хосе Марія Еспаньєю. Їх надихнула Французька революція, але повстання придушили у співпраці з креольською елітою — mantuanos, яка не бажала радикальних соціальних змін. Генерал Франсіско де Міранда, герой Французької революції, вже давно асоціювався із боротьбою іспанських колоній у Латинській Америці за незалежність. Міранда передбачав створення незалежної імперії, що складалася з усіх територій, які були під іспанським та португальським контролем, від річки Міссісіпі до мису Горн. Цією імперією мав керувати спадковий імператор під назвою «Inca», на честь великої імперії інків. Він для цієї імперії задумав назву Колумбія.
З неофіційною британською допомогою генерал Міранда спробував 1804 року вторгтися в генерал-капітанство Венесуела. На той час Англія була в стані війни з Іспанією, союзником Наполеона. У листопаді 1805 року Міранда вирушив до Нью-Йорка, де в приватному порядку почав організовувати піратську експедицію, щоб звільнити Венесуелу. Міранда найняв корабель з 20 гарматами, який він назвав Leander, на честь старшого сина, і 2 лютого 1806 року відплив у Венесуелу, але зазнав невдачі в спробі висадки в Окумарі-де-ла-Коста.
Наступний рік Міранда провів у Карибському морі в очікуванні підкріплення від британців, яке ніяк не надходило. Після повернення до Англії його зустріли підтримкою британським урядом його планів. 1808 року для атаки на Венесуелу зібрано великий флот і передано під командування Артура Велслі, але вторгнення Наполеона в Іспанію раптово перетворило Іспанію на союзника Англії, і зібрані війська спрямували на Піренеї.
Європейські події посіяли у Венесуелі ідеї незалежності. Наполеонівські війни у Європі не лише ослабили імперську владу Іспанії, але й поставили Британію (неофіційно) на бік руху за незалежність. У травні 1808 року Наполеон домігся зречень Фердинанда VII і Карла IV, після чого призначив королем Іспанії свого брата Жозефа Бонапарта. Це започаткувало іспанську війну за незалежність ще до того, як почалася Війна за незалежність іспанських колоній в Америці. Подальші події розвивалися вже в рамках Венесуельської війни за незалежність.